# Gregory Jarvis
Gregory Bruce Jarvis (Detroit, 24 agosto 1944 – Cape Canaveral, 28 gennaio 1986) è stato un astronauta statunitense.

## Biografia
(Ronald Reagan)
Jarvis nacque nel Michigan, era sposato con Marcia Jarboe. Nel 1967 ha conseguito un bachelor of science in ingegneria elettronica all'Università di Buffalo e nel 1969 un master alla Northeastern University di Boston. Fra il 1969 ed il 1973 è stato nella USAF raggiungendo il grado di capitano. Nel 1984 è stato scelto come specialista del Carico utile dalla NASA ed è stato inserito nell'equipaggio della missione STS-51-L del Challenger partito il 28 gennaio 1986 e disintegratosi 73 secondi dopo il lancio. Il corpo di Jarvis venne cremato e le ceneri vennero sparse in mare.